# 农康
农康（1908年或1912年—1982年），男，壮族，广西大新人，中华人民共和国政治人物、书法家，曾任中国书法家协会理事。